# Ballet royal danois
Le Ballet royal danois (danois : Den Kongelige Ballet, anglais : Royal Danish Ballet) est une compagnie de ballet danoise, avec une réputation mondiale. C'est la compagnie de ballet résident au Théâtre royal danois à Kongens Nytorv, Copenhague, au Danemark et l'une des plus anciennes compagnies de ballet d'Europe. Fondée en 1748 à l'occasion de l'inauguration du Théâtre royal danois, elle est placée sous la direction de maîtres de ballet français et italiens.
Considéré comme le véritable fondateur du ballet danois, Vincenzo Galeotti est nommé maître de ballet en 1775 et dirige la troupe jusqu'à sa mort en 1816. Il introduit notamment le ballet d'action et prépare l'avènement du ballet romantique. Antoine Bournonville lui succède de 1816 à 1823, puis son fils Auguste de 1830 à 1877.
Parmi les danseurs célèbres qui dirigèrent la troupe, citons Michel Fokine (1925), George Balanchine (1930-1931), Harald Lander (1932-1951) et Peter Schaufuss (1994-1995).
Vera Volkova y devient enseignante titulaire en 1951 sur invitation d'Harald Lander et forme de nombreux danseurs.

## Maîtres de ballet et directeurs de la danse
- 1775-1816 : Vincenzo Galeotti
- 1816-1823 : Antoine Bournonville
- 1830-1877 : Auguste Bournonville
- 1894-1915 : Hans Beck
- 1925-1925 : Michel Fokine
- 1930-1931 : George Balanchine
- 1932-1951 : Harald Lander
- 1951-1956 : Niels Bjørn Larsen
- 1956-1958 : Frank Schaufuss
- 1958-1965 : Niels Bjørn Larsen
- 1966-1978 : Flemming Flindt
- 1978-1985 : Henning Kronstam
- 1985-1994 : Frank Andersen
- 1994-1995 : Peter Schaufuss
- 1995-1997 : Johnny Eliasen
- 1997-1999 : Maina Gielgud

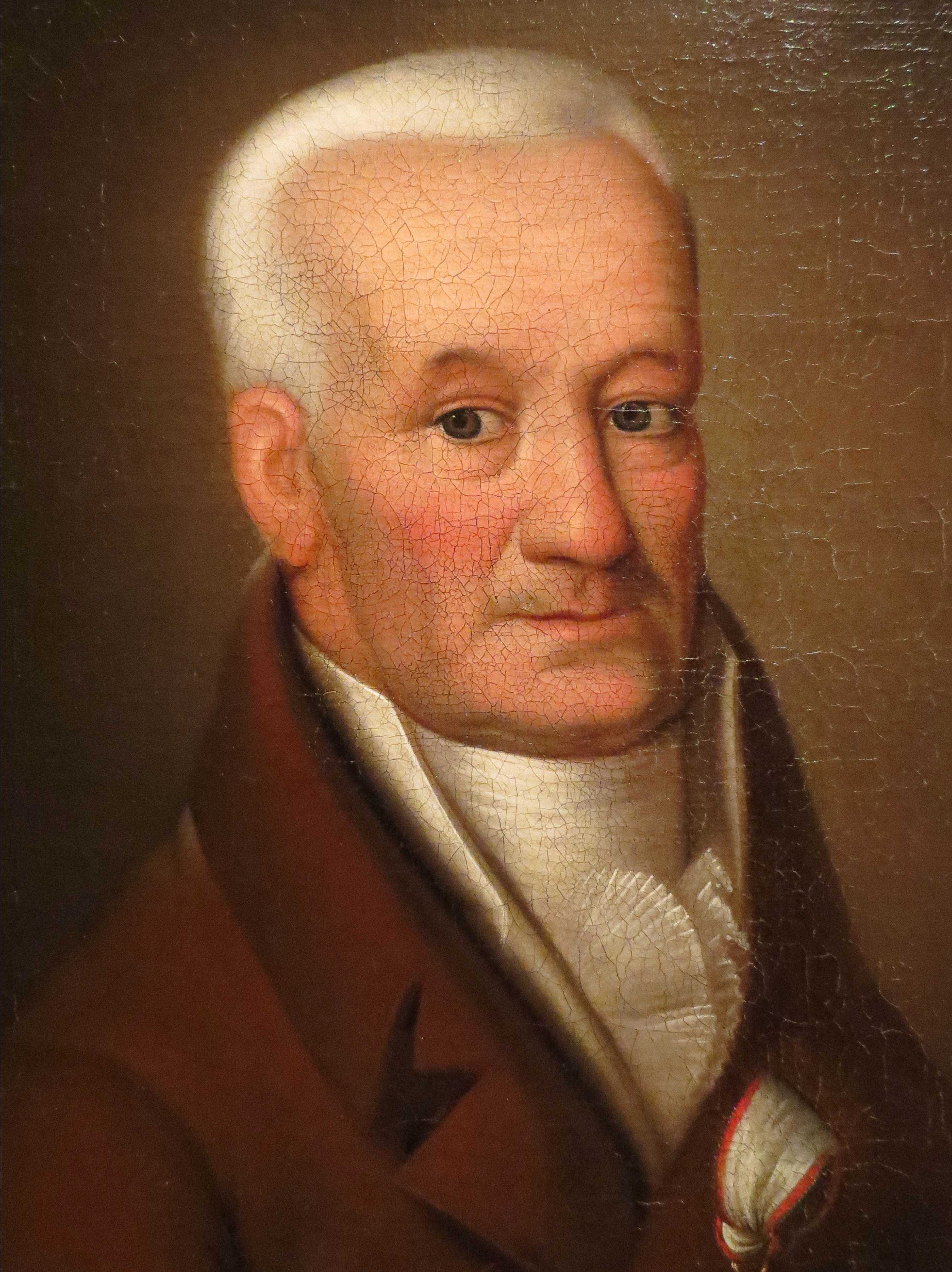
Vincenzo Galeotti

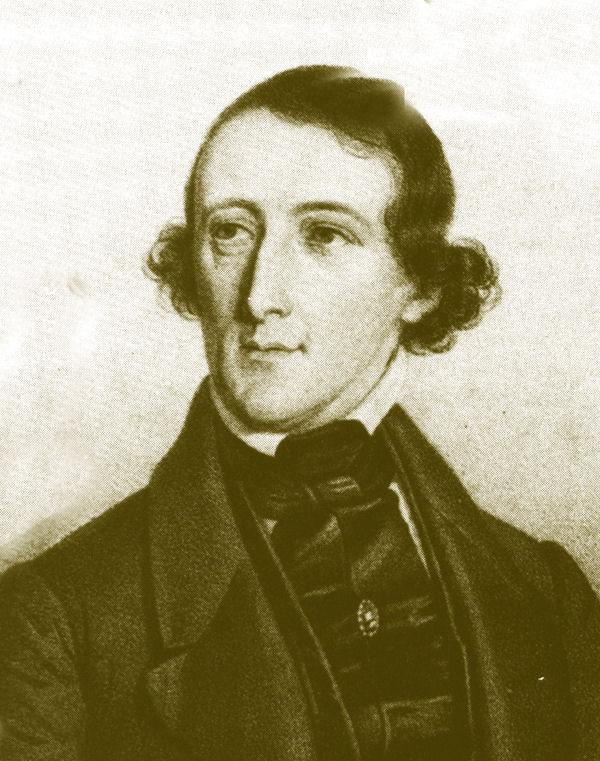
Auguste Bournonville en 1841.

- 1999-2001 : Aage Thordal-Christensen
- 2002-2008 : Frank Andersen
- 2008- : Nikolaj Hübbe